# 赵芬 (明朝宦官)
赵芬（1508年—1582年）， 字兰谷，号西漳，真定赵州人，嘉靖时期的御用监太监。

## 生平
赵芬出生于正德三年（1508年）。正德九年（1514年），选入宫廷，进入内书堂学习。正德年间，进入御用监。嘉靖年间，赏赐飞鱼，晋升至御用监太监。之后，又获得斗牛、蟒衣、玉带的赏赐。此后，还曾奉命出使朝鲜国主持敕封事务。隆庆年间，继续担任凤阳守备太监，曾因为官残酷被弹劾。隆庆四年（1570年），因病辞官，回京调理养病。万历元年（1573年），被启用管理甲字库，教宫内经书。又任乾清宫近侍，允许在宫廷乘马。赵芬在万历十年（1582年）去世，享年75岁。 

## 家族
- 赵迁（父）
- 刘氏（母）
- 赵登（兄）
- 赵秉（弟）
- 赵宗佐（侄男）
- 赵宗儒（侄男）
- 赵宗仁（侄男）
- 赵宗伟（侄男）
- 赵宗信（侄男）
- 赵宗化（侄男）